# Heusden (Limburg)
Heusden is een plaats in de Belgische provincie Limburg en een deelgemeente van Heusden-Zolder, het was een zelfstandige gemeente tot aan de gemeentelijke herindeling van 1977.

## Ligging
Heusden ligt in de Kempen op 15 kilometer ten noordwesten van Hasselt. De dorpskern is gelegen langs de weg van Lummen naar Bree. De N72, de weg van Hasselt naar Beringen passeert ten westen van het centrum. Heusden is gelegen aan de spoorlijn van Hasselt naar Mol waar het een station heeft. In het westen van de deelgemeente ligt het Albertkanaal. De Mangelbeek, die uitmondt in de Demer, loopt van oost naar west door Heusden.
Naast het centrum heeft Heusden nog twee gehuchten die uitgegroeid zijn tot parochies. Eversel is een gehucht dat ten westen van de N72 ligt. Berkenbos heeft zich ten oosten van de dorpskern en de spoorlijn in snel tempo ontwikkeld en bestaat voornamelijk uit woonwijken.

## Geschiedenis
Heusden werd voor het eerste vermeld in 929 als Husdinio, Oudgermaans voor omhulsel. Het grondgebied van de huidige deelgemeente Heusden behoorde toe aan 2 heerlijkheden: het gebied ten noorden van de huidige weg naar Helchteren behoorde samen met Paal tot de heerlijkheid Beringen. Het gebied hoorde toe aan de abdij van Corbie die het in 1559 verkocht. Daarna kwam het gebied nog in handen van verscheidene families. Het gebied ten zuiden van de weg werd Houweiken genoemd en behoorde samen met Zolder, Zonhoven en Houthalen tot het Land van Vogelsanck.
Beide gebieden samen vormden reeds voor 1400 een parochie die eerst nog afhing van de parochie Beringen maar later zelfstandig werd. Wanneer de eerste kerk gebouwd werd, is onbekend gebleven.
Bij het ontstaan van de gemeenten werd Heusden een zelfstandige gemeente. Aanvankelijk bleef het een landbouwdorp die stilaan groeide. Hierdoor ontstond in 1839 een nieuwe parochie te Eversel. Ook de oude kerk van het centrum werd te klein en in 1874 werd er een volledig nieuwe kerk gebouwd.
De vondst van steenkool in Limburg zou het uitzicht van Heusden helemaal veranderen. Er kwamen steenkoolmijnen te Zolder en Beringen. De eerste tuinwijken werden na 1920 gebouwd te Berkenbos waar in 1923 een nieuwe parochie gesticht werd. Heusden ontwikkelde zich op minder dan 50 jaar tijd tot een verstedelijkte woongemeente met inwoners van verscheidene nationaliteiten die als gastarbeider in de mijnen tewerkgesteld waren. Het aantal inwoners vervijfvoudigde zich tijdens die periode. De hoofdstraat van Berkenbos, de Koolmijnlaan, ontwikkelde zich tot een belangrijk handelscentrum.
In 1977 werd de gemeente Heusden opgeheven en werd het samengevoegd met Zolder tot de nieuwe fusiegemeente Heusden-Zolder. Het gemeentehuis kwam in Zolder en het oud-gemeentehuis van Heusden werd het OCMW-centrum.

## Demografische ontwikkeling
... was een zelfstandige gemeente tot aan de gemeentelijke herindeling van 1977.
- Bronnen:NIS, Opm:1831 tot en met 1970=volkstellingen; 1976 = inwoneraantal op 31 december

## Bezienswaardigheden

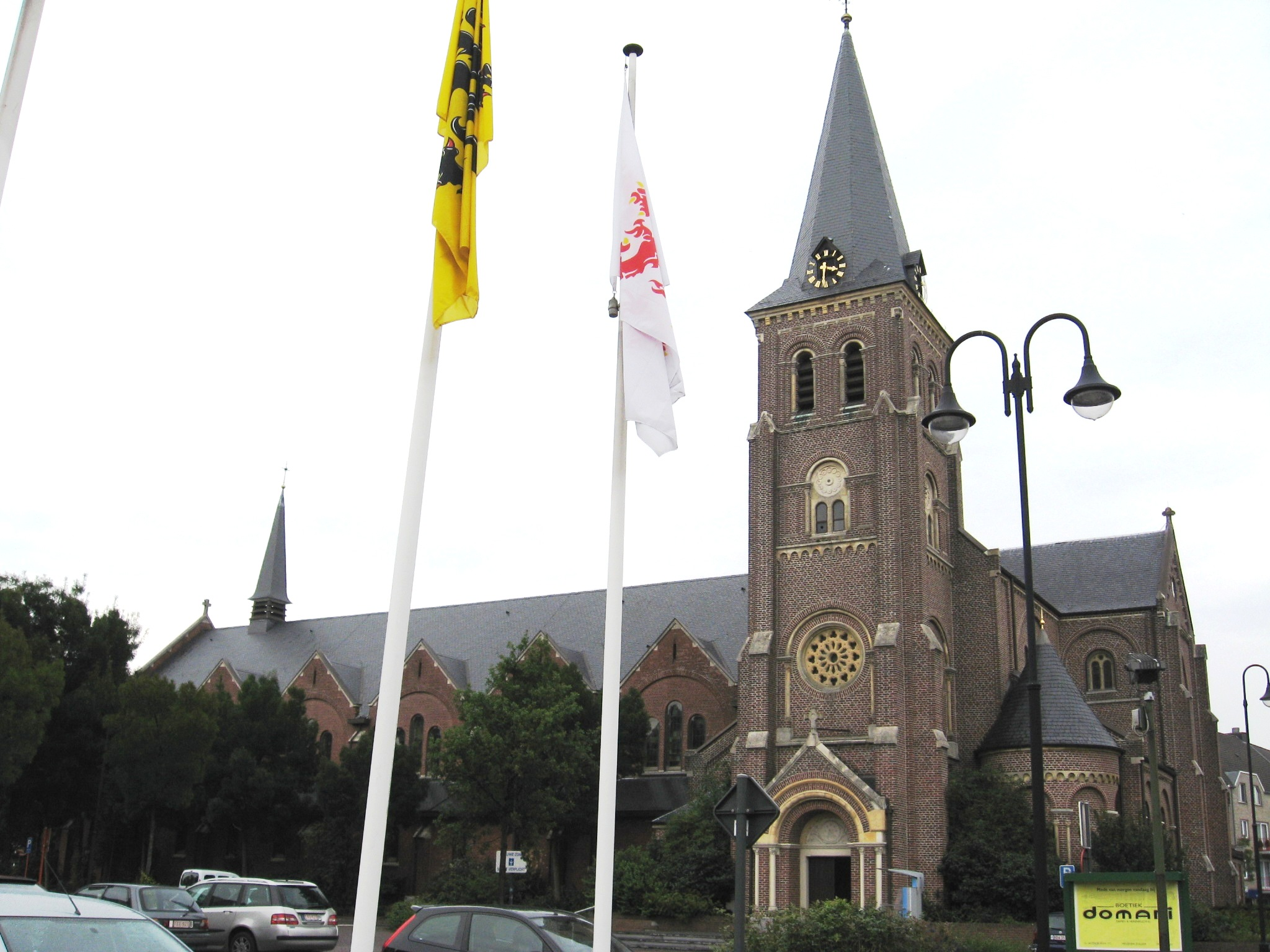
De Sint-Willibrorduskerk

- de neoromaanse Sint-Willibrorduskerk uit 1874; In 1955 werd de kerk volledig uitgebouwd: de volledige eerste kerk werd het koor van de nieuwe kerk.
- het Kasteel Obbeek.
- de Meylandtmolen op de Mangelbeek waarvan reeds in 1420 sprake is, is een beschermd monument sinds 1996.
- in november 2020 werden bij archeologisch vooronderzoek Romeinse en middeleeuwse scherven gevonden op het Mortelveld.[1]

## Politiek
- Lijst van burgemeesters van Heusden

## Bekende Heusdenaren
- Barthélémy de Theux de Meylandt, voormalig Belgisch premier
- Roger Swerts, voormalig wielrenner
- Peter Balette, voetbaltrainer
- Regi Penxten, Producer, DJ
- René Goris, atleet

## Nabijgelegen kernen
Zolder, Koersel, Beringen, Lummen
Deelgemeenten: Heusden · Zolder

Overige kernen: Berkenbos · Boekt · Bolderberg · Eversel · Lindeman · Viversel · Voort

Belgische gemeenten · Arrondissement Hasselt · Limburg · Vlaanderen